# Iola (Kansas)
Pour les articles homonymes, voir Iola.
La ville de Iola (en anglais [aɪˈoʊlə]) est le siège du comté d’Allen, dans l’État du Kansas, aux États-Unis. Sa population s’élevait à 5 704 habitants lors du recensement de 2010, estimée à 5 454 habitants en 2016, ce qui en fait la ville la plus peuplée du comté.

## Histoire
Fondée en 1859, Iola est devenue le siège du comté en 1865. Elle a succédé en cela à Cofachique, aujourd’hui une ville fantôme.

## Source
- (en) Cet article est partiellement ou en totalité issu de l’article de Wikipédia en anglais intitulé « Iola, Kansas » (voir la liste des auteurs).